# Rudolf Freiherr von Waldenfels
Rudolf Freiherr von Waldenfels (4 décembre 1895 à Ingolstadt - 14 août 1969 à Rottach-Egern) est un Generalleutnant allemand qui a servi au sein de la Heer dans la Wehrmacht pendant la Seconde Guerre mondiale.
Il est récipiendaire de la croix de chevalier de la croix de fer avec feuilles de chêne. La croix de chevalier de la croix de fer et son grade supérieur, les feuilles de chêne, sont attribuées pour récompenser un acte d'une extrême bravoure sur le champ de bataille ou un commandement militaire avec succès.

## Biographie
Rudolf von Waldenfels (de) est le plus jeune fils du lieutenant-général bavarois Wilhelm von Waldenfels (de) (1853-1936) et de son épouse Agnes, née von Rex (née en 1863), fille du lieutenant-général Rudolf von Rex (de). Son frère aîné est Otto von Waldenfels (de) (1889-1974), maître de cheval et directeur des archives d'État, qui sert plus tard avec lui dans le 6e régiment de chevau-légers royal bavarois (de) à Bayreuth. 

## Décorations
- Croix de fer (1914)
  - 2e classe
  - 1re classe
- Croix d'honneur des combattants 1914-1918
- Agrafe de la croix de fer (1939)
  - 2e classe
  - 1re classe
- Médaille du front de l'Est
- Croix de chevalier de la croix de fer avec feuilles de chêne
  - Croix de chevalier le 11 octobre 1941 en tant que Oberst et commandant du Schützen-Regiment 4[1]
  - 476e feuilles de chêne le 14 mai 1944 en tant que Generalmajor et commandant de la 6. Panzer-Division[2]